# Кастело Бранко (округ)
Округ Кастело Бранко (порт. Distrito de Castelo Branco) је један од 18 округа Португалије, смештен у њеном источном делу. Седиште округа је истоимени град Кастело Бранко, док је највећи град Ковиља.

## Положај и границе округа
Округ Кастело Бранко се налази у источном делу Португалије и граничи се са:
- север: округ Гварда,
- исток: Шпанија Естремадура,
- југ: округ Порталегре,
- југозапад: округ Сантарем,
- запад: округ Леирија,
- северозапад: округ Коимбра.

## Природни услови
Рељеф: Већи део округа Кастело Бранко се крајње западном делу средишње висоравни Иберијског полуострва, Мезети, просечне надморске висине 600-800 метара. Од овога одступа сам југ округа, који је долински (долина Тежа) и крајњи северозапад где се издиже планина Естрела.
Клима: у округу Кастело Бранко је измењено средоземна (жарка и сува лета, хладније зиме са снегом, мало падавина), с обзиром на већу висину округа и удаљеност од мора.
Воде: Најважнија река у округу је Тежо, која је гранична на југу. У округу се налази средњи део тока реке Зезере. Мањи водотоци су махом притоке наведених река, али су опште речено ретки у складу са сушном климом.

## Становништво
По подацима из 2001. године на подручју округа Кастело Бранко живи преко 200 хиљада становника, већином етничких Португалаца.
Густина насељености - Округ има густину насељености од нешто преко 30 ст./км², што 3 пута мање од државног просека (око 105 ст./км²). Део око градова Гварде и Ковиље је боље насељен, док је остатак слабо насељен.

## Подела на општине
Округ Кастело Бранко је подељен на 12 општина (concelhos), које се даље деле на 160 насеља (Freguesias).
Општине у округу су:
| - Белмонте - Вила де Реи - Вила Веља де Родао - Идања а Нова | - Кастело Бранко - Ковиља - Олеирос - Педрожао Пекено | - Пенамакор - Пројенка а Нова - Серта - Фундао |